# Heizkraftwerk Wolfsburg Nord/Süd
Das Heizkraftwerk Wolfsburg Nord/Süd, inoffiziell Altes Heizkraftwerk, ist ein Heizkraftwerk des Volkswagenwerks Wolfsburg in der Stadt Wolfsburg in Niedersachsen. Es gilt mit seinen vier hohen Schornsteinen als Wahrzeichen der Stadt.

## Geschichte

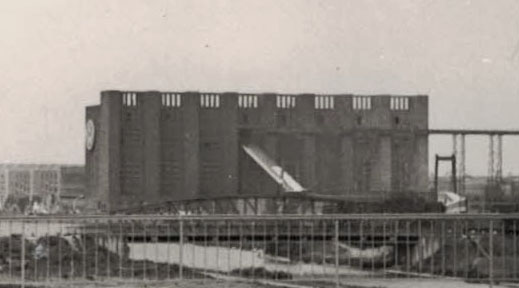
Kraftwerk 1957

Das Kraftwerk Süd wurde von 1938 bis 1939 zeitgleich mit dem Volkswagenwerk errichtet und 1939 in Betrieb genommen. Als Architekten waren Emil Rudolf Mewes, Karl Kohlbecker, Fritz Schupp und Martin Kremmer verantwortlich.
Da das Werk und die Stadt im Laufe der 1950er Jahre gewachsen waren, beschloss die Volkswagenwerk GmbH 1959, die Kapazität des Kraftwerks zu vergrößern. Im April 1960 wurde mit dem Bau des Kraftwerks Nord begonnen, am 3. Mai 1962 nahm Heinrich Nordhoff, Generaldirektor der Volkswagenwerk AG, das Kraftwerk Nord offiziell in Betrieb. 1961 wurden drei der vier Schornsteine errichtet. 1965/66 erfolgte eine Erweiterung des Kraftwerks Nord und der Bau des vierten, nördlichsten Schornsteins.
1984/1985 wurde zusätzlich das Heizkraftwerk Wolfsburg West mit zwei Blöcken auf dem VW-Gelände errichtet. 1999 wurde das Heizkraftwerk Wolfsburg Nord/Süd modernisiert; den südlichen Teil legte man still. Unter Beibehaltung des Charakters als Industriedenkmal wurde das Kraftwerk Süd zu einer Veranstaltungshalle umgebaut. 2003 bis 2018 fanden dort kulturelle Veranstaltungen statt, darunter die Tanzaufführungen des jährlich stattfindenden Festivals Movimentos.
Ab 2009 wurden die Schornsteine teilerneuert. Ein Teil der südlichen Schornsteine wurde abgerissen und durch Klinker in gleicher Farbe ersetzt.
2011 wurden Pläne bekannt, die Steinkohle durch Erdgas und Heizöl zu ersetzen. 2018 teilte Volkswagen mit, dass der Umstieg von Kohle auf eine Gas- und Dampfturbinenanlage (GuD) und drei Heißwasserkessel beschlossen sei. Das Kraftwerk soll dann eine thermische Leistung von 386 MW haben. Für die Gasversorgung wurde durch Gasunie Deutschland eine rund 33 Kilometer lange Pipeline von Walle nach Wolfsburg errichtet, und das Kraftwerk bekam zwei neue, 65 Meter hohe Schornsteine. Seit dem 27. Dezember 2021 ist die Gas- und Dampfturbinenanlage im kommerziellen Betrieb.
Das Kraftwerk steht unter Denkmalschutz.

## Architektur und Nutzung
Das Heizkraftwerk besteht aus den Blöcken Nord und Süd, die gegenüber dem Wolfsburger Hauptbahnhof auf der Nordseite des Mittellandkanals liegen. Das Mauerwerk einschließlich der Schornsteine besteht aus Klinker. Damit fügt es sich ein in die westlich anschließende, rund 1,3 Kilometer lange Klinkerfassade, die das Volkswagenwerk zur Stadt hin abschließt und im Markenhochhaus endet. Auf der dem Kanal zugewandten Seite hängt seit den 1950er Jahren ein beleuchtbares VW-Logo mit einem Durchmesser von rund acht Metern.
Die vier Schornsteine des Kraftwerks befinden sich auf der Ostseite des Gebäudes und liegen auf einer Geraden in Nord-Süd-Richtung; der Abstand der beiden mittleren Schornsteine ist dabei etwas größer als die Abstände zwischen zwei Schornsteinen eines Blocks, von denen wiederum die nördlichen Schornsteine enger beieinander stehen. Die Schornsteine haben einen kreisförmigen Querschnitt und sind 125 Meter hoch. Sie stehen auf 40 Meter hohen Vierkantsockeln. Bis zu einer Höhe von 89 Meter bestehen die Schornsteine aus dreilagigem Ziegelmauerwerk, darüber sind sie zweilagig gemauert.
Das Kraftwerk dient der Energieversorgung des Wolfsburger Volkswagenwerkes sowie der Fernwärmeversorgung der Stadt Wolfsburg. Es wurde als Sammelschienenkraftwerk konzipiert. Es nutzt die Kraft-Wärme-Kopplung und enthält acht Kessel, darunter – im Kraftwerk Nord – zwei mit Steinkohle befeuerte Dampferzeuger mit zirkulierender Wirbelschichtfeuerung mit hohem Nutzungsgrad. Drei weitere Kessel können mit Erdgas oder Heizöl betrieben werden. Für Spitzenlastzeiten in der Heizperiode stehen drei weitere Heißwasserkessel zur Verfügung. Das Kraftwerk verfügt über zwei Entnahmekondensationsturbinen. Es hat maximal 755 MW Wärmeleistung und 136 MW Nettoleistung.
Der südliche Teil ist stillgelegt; ein Teil diente unter dem Namen KraftWerk als Veranstaltungsraum, der rund 1000 Menschen Platz bot. Im Rahmen des Festivals Movimentos war das KraftWerk Veranstaltungsort für Tanzaufführungen. 2018 fand das Festival wegen des Umbaus auf Gasfeuerung letztmals dort statt. Darüber hinaus fanden dort Konzerte statt, darunter von der Band Kraftwerk, Sting und Rammstein.
Auf der Ostseite des Stadthafens am Mittellandkanal, gegenüber den Kraftwerken, wurden bis in die 1990er Jahre große Mengen von Steinkohle eingeschifft und auf Freiflächen gelagert. Heute liegt dort die Autostadt, die über eine Absorptionskältemaschine im Kraftwerk temperiert wird. Durch diese Kraft-Wärme-Kälte-Kopplung ergibt sich ein erhöhter Brennstoffnutzungsgrad. Nach einem Just-in-time-Konzept wurde die Steinkohle inzwischen größtenteils als Importkohle aus Seehäfen mit Ganzzügen angeliefert. Jährlich verkehrten rund 450 Züge mit je 2.000 Tonnen Kohle zu den Heizkraftwerken Wolfsburg Nord und West.
In der Adventszeit werden die Türme von Süd nach Nord in der Dunkelheit analog zum Adventskranz von Scheinwerfern angestrahlt.

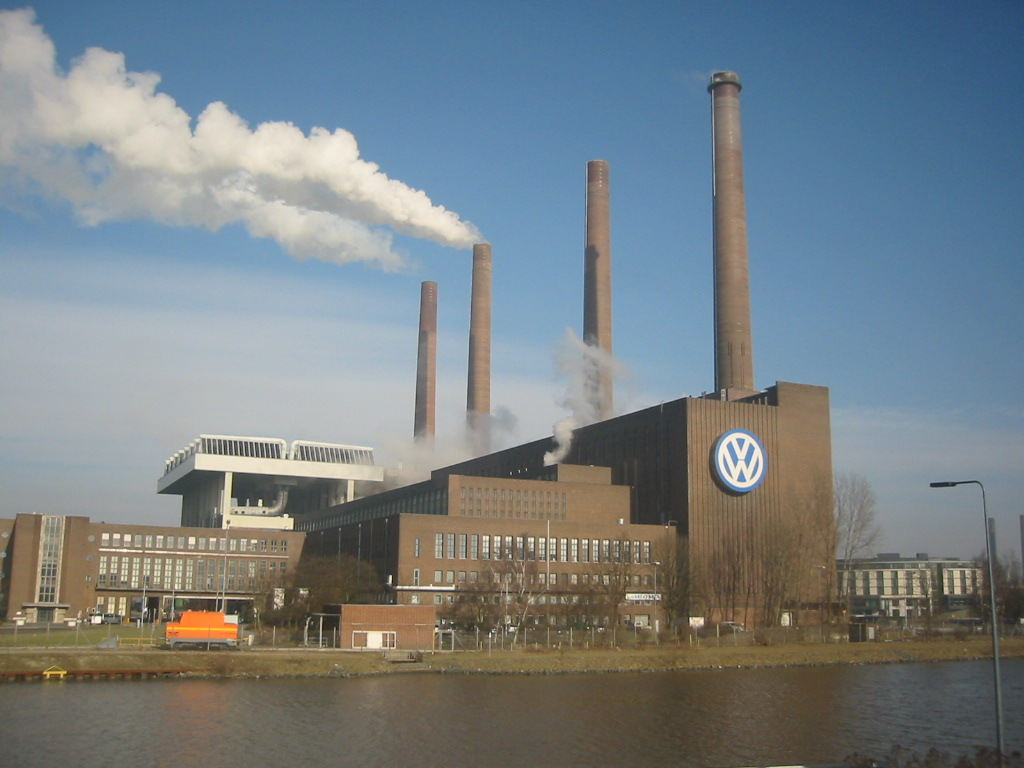
Blick von Südwesten
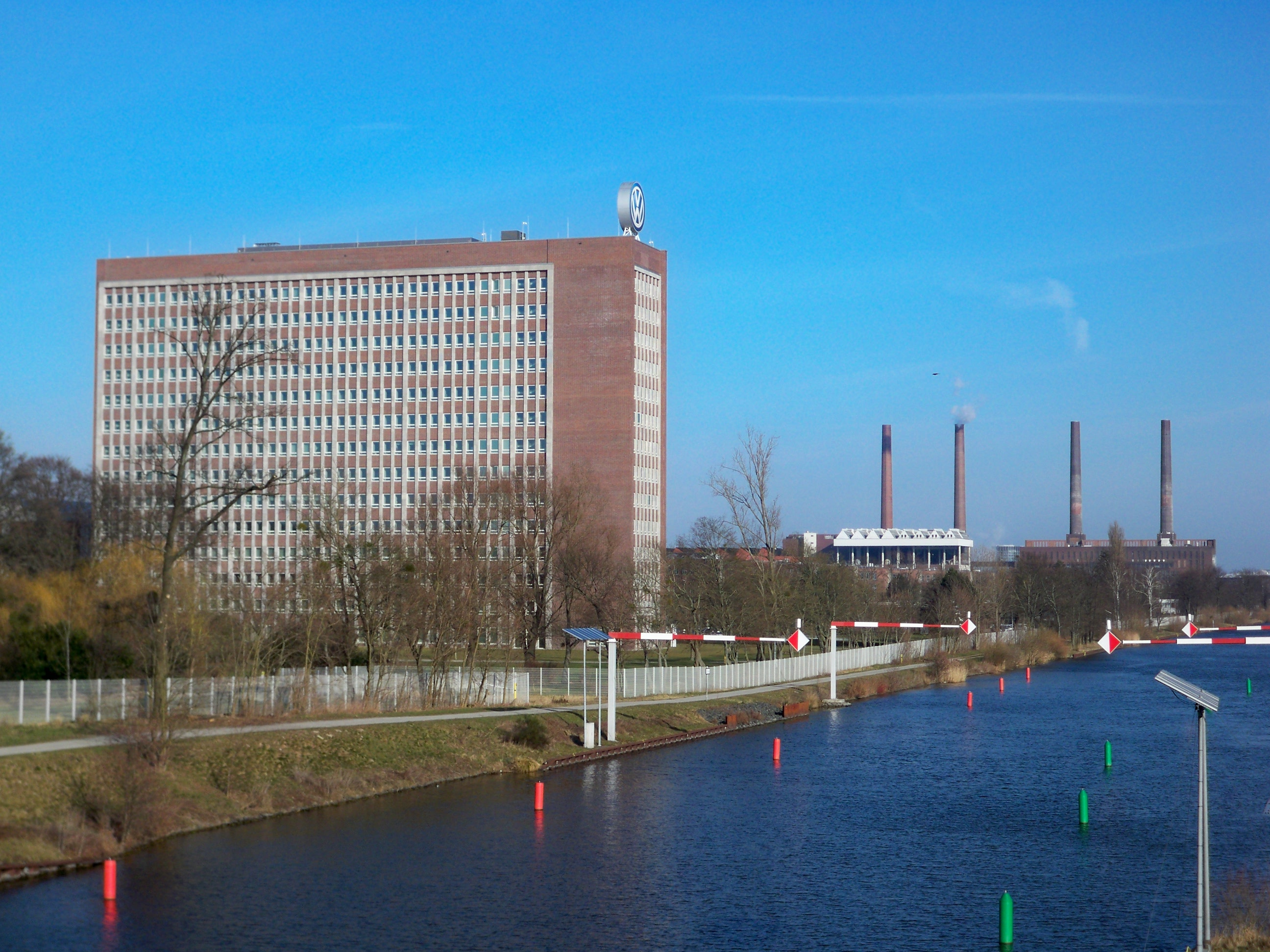
Das Heizkraftwerk (rechts) als östlicher Abschluss des VW-Geländes zur Stadt hin, links das Markenhochhaus
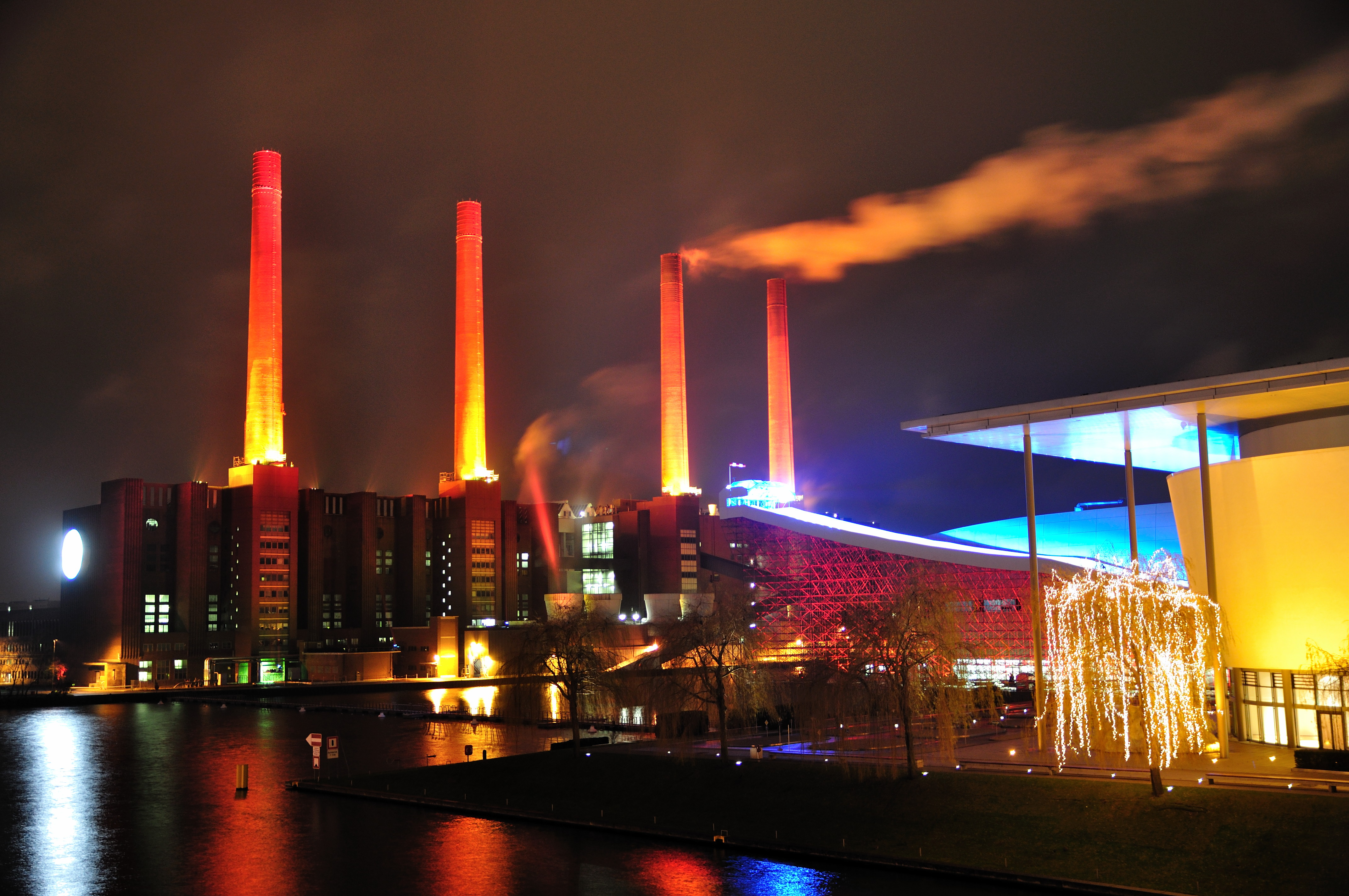
Beleuchtung in der Adventszeit